# Porozumienie Centrum
Porozumienie Centrum (PC) – polska partia polityczna o profilu chrześcijańsko-demokratycznym, powstała 12 maja 1990, wyrejestrowana 25 września 2002 (faktycznie działała do 2001, kiedy na jej bazie powstało Prawo i Sprawiedliwość).

## Historia

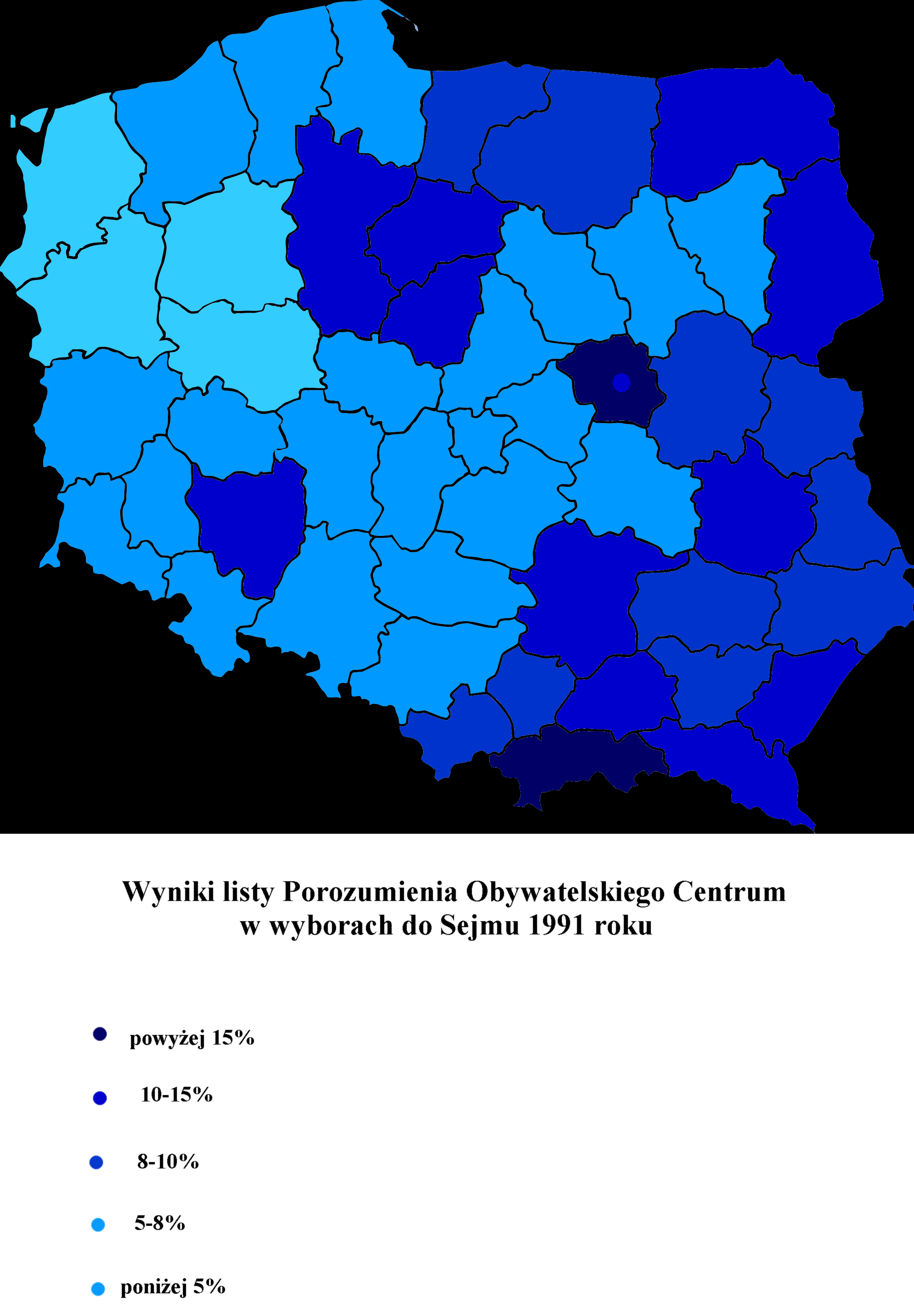
Wyniki listy Porozumienia Obywatelskiego Centrum w wyborach do Sejmu w 1991 roku

Ugrupowanie zostało założone przez działaczy zgrupowanych wokół Jarosława Kaczyńskiego. O utworzeniu partii jej przywódcy powiadomili dziennikarzy zgromadzonych na konferencji prasowej w dniu 12 maja 1990. Dzień ten uważa się za oficjalną datę powstania partii.
Wśród sygnatariuszy Porozumienia z 12 maja 1990 reprezentowani byli przedstawiciele następujących organizacji: Chrześcijańsko-Demokratyczne Stronnictwo Pracy, Forum Demokratyczne Mazowsze, Chrześcijańska Demokracja Kraków, Klub Myśli Politycznej Dziekania, Młodzi Chrześcijańscy Demokraci, Polskie Stronnictwo Ludowe „Solidarność”, Centrum Demokratyczne, Grupa Polityczna Wola, Kongres Liberalno-Demokratyczny oraz Komitetów Obywatelskich. Po I Kongresie, który odbył się na Politechnice Warszawskiej w dniach 2–3 marca 1991, z uczestnictwa w Porozumieniu wycofał się KLD. Uczyniły to również PSL „Solidarność”, PSL Mikołajczykowskie, ChDSP i Chrześcijańska Partia Pracy. Podczas kongresu dokonano ponownego wyboru przewodniczącego, którym został Jarosław Kaczyński, który uzyskał 368 głosów, podczas gdy jego kontrkandydat Janusz Andruszkiewicz – 40. Uchwalono także statut ugrupowania oraz zaprezentowano program społeczno-gospodarczy.

### Program „przyspieszenia”
Założona w 1990 partia domagała się zerwania z dotychczasową polityką rządu Tadeusza Mazowieckiego, który oskarżano o zbyt wolne na tle krajów regionu odchodzenie od pozostałości komunizmu. Wysuwano postulat skrócenia kadencji Sejmu kontraktowego i przeprowadzenia w pełni demokratycznych wyborów do parlamentu, a także wyboru nowego prezydenta, początkowo na okres tymczasowy, następnie na pięcioletnią kadencję w wyborach powszechnych. Wysunięto na to stanowisko kandydaturę Lecha Wałęsy. Po wygranych przez Wałęsę wyborach prezes PC Jarosław Kaczyński uzyskał nominację na urząd szefa Kancelarii Prezydenta. Jednocześnie brat Jarosława, Lech, objął funkcję szefa Biura Bezpieczeństwa Narodowego, jednak z czasem drogi liderów Porozumienia Centrum i urzędującego prezydenta zaczęły się rozchodzić. Politycy PC weszli w skład rządu Jana Krzysztofa Bieleckiego, obejmując w nim teki: szefa Centralnego Urzędu Planowania (Jerzy Eysymontt), szefa Urzędu Rady Ministrów (Krzysztof Żabiński) oraz ministra budownictwa (Adam Glapiński).

### Udział w wyborach w 1991 i I kadencja Sejmu RP

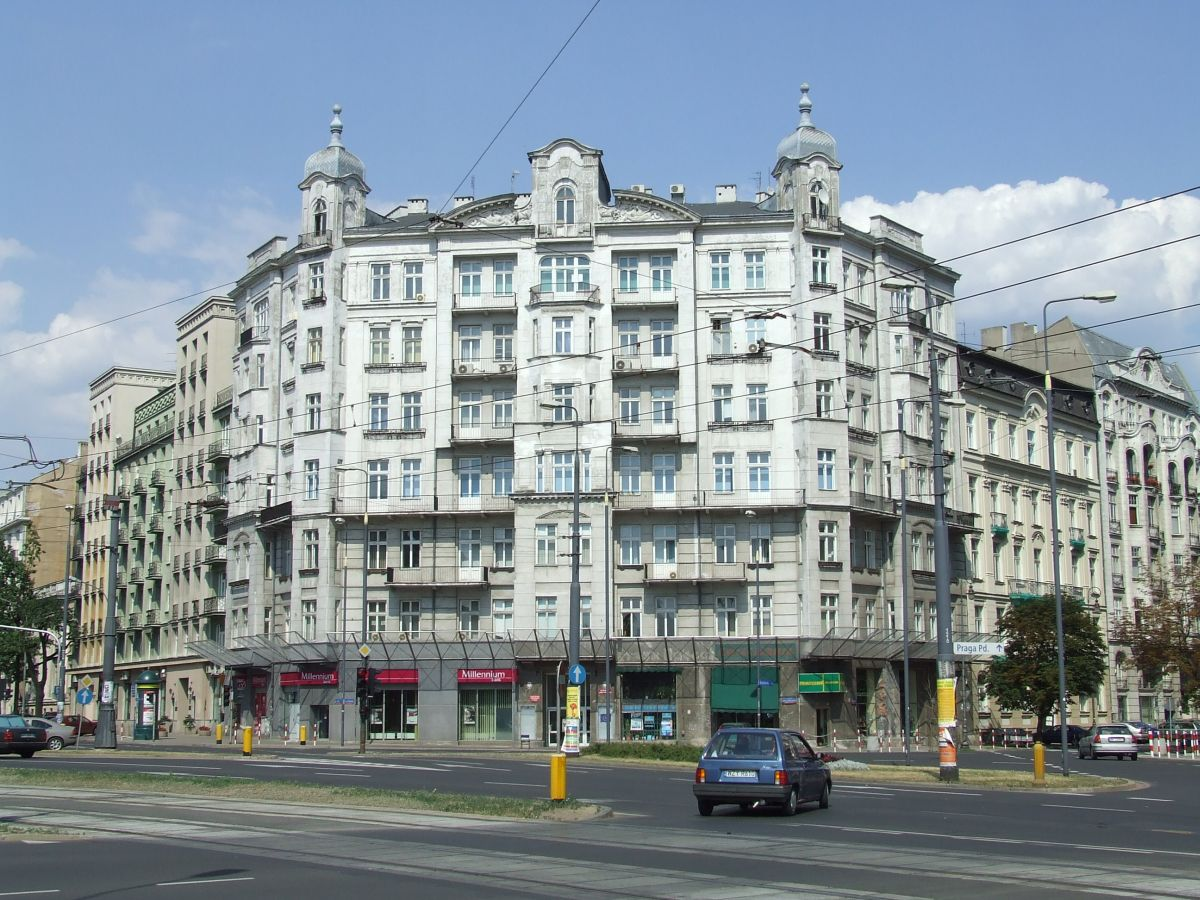
Siedziba Porozumienia Centrum przy ulicy Bagatela 14 – lokal wynajmowany od RSW Prasa-Książka-Ruch (po prawej)

W wyborach parlamentarnych w 1991 partia wystartowała w ramach koalicji Porozumienie Obywatelskie Centrum (wraz z Polskim Forum Ludowo-Chrześcijańskim „Ojcowizna” kierowanym przez Romana Bartoszczego, z którym PC podpisało umowę 28 lipca 1991), która uzyskała 977,3 tys. głosów (8,71%) i wprowadziła do Sejmu 44 posłów. POC wygrało wybory w województwie stołecznym warszawskim (poza samą Warszawą) oraz w okręgu nowosądeckim. Klub parlamentarny Porozumienia Centrum składający się z 42 posłów PC zasilili bezpartyjni: Lech Kaczyński i Wojciech Włodarczyk – sekretarz Krajowego Komitetu Obywatelskiego. 2 posłów wybranych z listy POC pozostało poza klubem. Mimo niewielkiej liczby parlamentarzystów skuteczne rozmowy w sprawie utworzenia koalicji rządowej doprowadziły do tego, że Lech Wałęsa desygnował kandydata na premiera z tego właśnie ugrupowania – był nim Jan Olszewski. W skład centroprawicowej koalicji, która wybrała również prezydia Sejmu i Senatu oraz rozdzieliła stanowiska przewodniczących Komisji, weszło początkowo 5 ugrupowań: obok PC były to Zjednoczenie Chrześcijańsko-Narodowe, Polskie Stronnictwo Ludowe – Porozumienie Ludowe, Konfederacja Polski Niepodległej oraz Kongres Liberalno-Demokratyczny. Dwa ostatnie ugrupowania zrezygnowały z wejścia do rządu, który został ostatecznie poparty przez Polskie Stronnictwo Ludowe, Partię Chrześcijańskich Demokratów oraz NSZZ „Solidarność”. W rządzie Porozumienie było reprezentowane przez ministrów: Jana Parysa, Wojciecha Włodarczyka, Adama Glapińskiego i Jerzego Eysymontta. Gabinet Olszewskiego był od momentu powstania rządem mniejszościowym, w związku z czym toczyły się nieustanne negocjacje – zakończone niepowodzeniem – nad rozszerzeniem koalicji o Unię Demokratyczną, Kongres Liberalno-Demokratyczny, Konfederację Polski Niepodległej lub Polskie Stronnictwo Ludowe.
W wyniku wotum nieufności z 4 czerwca 1992 rząd upadł, a z Klubu Parlamentarnego PC odeszła tzw. frakcja chadecka, tworząc klub i partię Ruch dla Rzeczypospolitej. 1 poseł we wrześniu 1992 przeszedł do nowo powstałego klubu Konwencja Polska, kolejnych 5 posłów odeszło w listopadzie 1992 do utworzonego wspólnie z posłami KLD klubu o nazwie Polski Program Liberalny, a 2 wystąpiło z klubu PC (jeden w grudniu 1992, drugi w marcu 1993) i pozostało posłami niezrzeszonymi. Na początku 1993 PC zainicjowało ruch Komitetów Obrony Demokracji, powołany w celu obalenia prezydentury Lecha Wałęsy, do którego weszli też RdR i ChDSP. Do klubu PC przystąpił w kwietniu 1993 jeden nowy poseł (który objął mandat złożony przez Macieja Zalewskiego). Na koniec kadencji klub parlamentarny Porozumienia Centrum liczył zatem 23 posłów.
Poza Sejmem ugrupowanie posiadało wpływy w polskim samorządzie. Prezydentem Bydgoszczy pozostawał działacz PC Edwin Warczak (1991–1994), prezydentami Zamościa – Wiesław Włoszczyński (1992–1993) i Tadeusz Kowalski (1993–1994), włodarzami Elbląga Józef Gburzyński (1990–1994), a Gorzowa Wielkopolskiego Lech Marek Gorywoda (1992–1994). Funkcję wiceprezydenta Siedlec z ramienia PC pełnił Stanisław Mrówczyński, a wiceprezydenta Gliwic Ewa Kubica (1991–1993). Funkcję wojewodów sprawowali m.in. Krzysztof Tchórzewski (Siedlce) i Antoni Tokarczuk (Bydgoszcz). Na urząd prezesa Najwyższej Izby Kontroli został wybrany Lech Kaczyński, zaś funkcje szefa Radiokomitetu w ostatnich dniach funkcjonowania rządu Jana Olszewskiego objął Zbigniew Romaszewski.
Partia dysponowała własną prasą, m.in. wydawanym w latach 1991–1993 tygodnikiem „Centrum” redagowanym przez Magdalenę Boratyńską-Komar oraz liczną, najczęściej jednak efemeryczną, prasą regionalną. Zbliżony do PC profil ideowy reprezentowały pisma „Nowy Świat” oraz „Gazeta Polska” pod redakcją Piotra Wierzbickiego.
Po nieudanej misji Waldemara Pawlaka Porozumienie Centrum brało udział w negocjacjach nad powołaniem rządu Hanny Suchockiej, do którego ostatecznie nie przystąpiło. Głosowało również przeciwko tzw. Małej Konstytucji oraz Programowi Powszechnej Prywatyzacji. Krytycznie odniosło się do zawartego przez rząd Paktu o Przedsiębiorstwie, uznając go za zbyt lewicowy. W styczniu 1993 posłowie PC głosowali za ustawą o planowaniu rodziny, ochronie płodu ludzkiego i warunkach dopuszczalności przerywania ciąży, która radykalnie ograniczyła możliwość dokonywania w Polsce aborcji. Poparli jednocześnie ustawowy przepis o obowiązku respektowania wartości chrześcijańskich w publicznych środkach informacji.
Porozumienie Centrum opowiadało się jednoznacznie za euroatlantyckim wektorem w polityce zagranicznej. Domagało się jak najrychlejszego wycofania wojsk radzieckich z terytorium Polski, a także uznania dyplomatycznego państw powstałych w wyniku rozpadu ZSRR oraz ułożenia dobrych relacji z Litwą, Białorusią i Ukrainą. W lipcu 1992 partia głosowała za ustawą upoważniającą prezydenta do ratyfikacji układu stowarzyszeniowego z EWG.
29 stycznia 1993 ugrupowanie wzięło udział wraz z RdR, RTR i Partią Wolności w tzw. marszu na Belweder, podczas którego skandowano hasła Bolek do Moskwy i Towarzysz Bolek, wynocha do Tworek. 1 lutego 1993 Jarosław Kaczyński wysunął postulat dymisji prezydenta Lecha Wałęsy. Konflikt z obozem belwederskim osiągnął apogeum, gdy 5 marca 1993 Jarosław Kaczyński poinformował o istnieniu tajnej instrukcji UOP o numerze 0015/92, która przewidywała m.in. inwigilację prawicowych ugrupowań opozycyjnych. 19 marca Jarosław Kaczyński ujawnił treść instrukcji. 26 lutego 1993 Urząd Ochrony Państwa dokonał aresztowania dyrektora Biura Poselskiego PC Wojciecha Dobrzyńskiego, którego oskarżono o przyjęcie łapówki w zamian za uzyskanie koncesji na import paliw. Przez działaczy PC aresztowanie zostało uznane za jeszcze jeden dowód na szykanowanie prawicowej opozycji przez władze.
W dniach 24–25 kwietnia 1993 odbył się w Sosnowcu II Kongres Porozumienia Centrum. 28 maja 1993 partia opowiedziała się za wotum nieufności dla rządu, co otworzyło drogę do rozwiązania parlamentu przez prezydenta i rozpisania nowych wyborów. W latach 1992–1993 ugrupowanie było popierane średnio przez 5–6% ankietowanych, poparcie to spadło po zawiązaniu przez PC koalicji pod nazwą Zjednoczenie Polskie.

### Wybory w 1993 i okres opozycji pozaparlamentarnej
Przed wyborami parlamentarnymi w 1993 partia prowadziła negocjacje dotyczące utworzenia koalicji wyborczej z różnymi ugrupowaniami, przede wszystkim z Ruchem Trzeciej Rzeczypospolitej, RdR i PSL-PL, ostatecznie jednak w wyborach do Sejmu listę kandydatów zgłosiły władze partii. Na liście Zjednoczenia Polskiego oprócz działaczy PC znaleźli się kandydaci wysunięci przez Ruch Trzeciej Rzeczypospolitej Jana Parysa, ChDSP Tomasza Jackowskiego, Stronnictwo Wierności Rzeczypospolitej Wojciecha Ziembińskiego oraz Porozumienie Regionalne RdR Edmunda Krasowskiego.
W wyborach 1993 partia opowiedziała się za uchwaleniem nowej konstytucji w przeciągu 6 miesięcy od zebrania się nowego parlamentu, która przewidywałaby prezydencki model rządów. Była także za lustracją i dekomunizacją, wymianą kadr państwowych w Ministerstwie Spraw Zagranicznych i bankowości oraz podporządkowaniem Ministerstwa Spraw Wewnętrznych premierowi. W dziedzinie polityki zagranicznej opowiadała się za przystąpieniem Polski do EWG i NATO oraz wprowadzeniem wiz dla obywateli byłego ZSRR. Zapowiadała walkę z przestępczością zorganizowaną oraz zaostrzenie kar za najgroźniejsze przestępstwa (w tym wprowadzenie kary śmierci). Partia opowiedziała się za ratyfikacją konkordatu oraz utrzymaniem obowiązującego prawodawstwa w dziedzinie przerywania ciąży.
19 września 1993 lista nr 1 zdobyła 4,42% głosów i nie przekroczyła wymaganego dla partii progu 5%. Senatorem z listy organizowanego przez PC komitetu Zjednoczenie Polskie została Alicja Grześkowiak, która wkrótce rozstała się z partią.
Liderzy PC według listy ogólnopolskiej z wyborów parlamentarnych 1993:
- Jarosław Kaczyński, Warszawa
- Jan Parys, Warszawa
- Tomasz Jackowski, Warszawa II
- Lech Kaczyński, Nowy Sącz
- Wojciech Ziembiński, Warszawa
- Krzysztof Tchórzewski, Siedlce
- Teresa Liszcz, Lublin
- Edmund Krasowski, Gdańsk
- Adam Glapiński, Olsztyn
- Antoni Tokarczuk, Bydgoszcz
- Adam Lipiński, Wrocław
- Ludwik Dorn, Łódź

Po przegranych wyborach z partii odeszli Marek Dziubek i Antoni Bielewicz, tworząc niewielkie ugrupowanie Nowa Prawica Polska, a także Wojciech Dobrzyński, który założył nową partię pod nazwą PC – Inicjatywa Integracyjna.
W czerwcu 1994 PC wraz z ZChN, RdR, PSL-Porozumieniem Ludowym i Koalicją Konserwatywną powołało do życia Przymierze dla Polski, które wystartowało w wyborach samorządowych z 19 czerwca 1994, uzyskując mandaty w radach miast i gmin.
W kadencji 1994–1998 wpływy Porozumienia Centrum w samorządzie osłabły. Przez działaczy PC zdominowane były zarządy Przemyśla (prezydent Tadeusz Sawicki, wiceprezydenci Robert Choma i Robert Rybotycki) i Tarnobrzega (prezydent Stanisław Żwiruk oraz wiceprezydent Jan Dziubiński). Politycy Porozumienia znaleźli się wśród wiceprezydentów Siedlec (Stanisław Mrówczyński), Torunia (Janusz Strześniewski) i Zielonej Góry (Włodzimierz Choma). Prezydentem Białegostoku pozostawał od 1995 Krzysztof Jurgiel.
W wyborach prezydenckich w 1995 partia początkowo popierała Adama Strzembosza, następnie Lecha Kaczyńskiego, a po jego rezygnacji Jana Olszewskiego.

### Członkostwo w AWS i udział w rządzie Jerzego Buzka
W wyborach parlamentarnych w 1997 PC startowało z list Akcji Wyborczej Solidarność, uzyskując 14 mandatów poselskich:
- Tadeusz Cymański
- Ludwik Dorn
- Krzysztof Jurgiel
- Grażyna Langowska
- Teresa Liszcz
- Adam Łoziński
- Stanisław Misztal
- Tadeusz Pawlus
- Leszek Piotrowski
- Czesław Sobierajski
- Krzysztof Tchórzewski
- Waldemar Wiązowski
- Zbigniew Zarębski
- Kosma Złotowski

Senatorami z ramienia AWS zostało trzech członków PC – Witold Andrzej Kowalski, Andrzej Krzak i Jacek Sauk. Jarosław Kaczyński, będąc przewodniczącym PC po powstaniu AWS w 1996, był jednocześnie jednym z kilku wiceprzewodniczących AWS. Jednak tuż przed wyborami w 1997 wystąpił z AWS, choć samo PC pozostało w tej koalicji, a jego główni działacze startowali z list Akcji. Sam Jarosław Kaczyński został wybrany do Sejmu z listy Ruchu Odbudowy Polski. 30 grudnia 1997 ustąpił on z funkcji szefa partii, w której przewodnictwo objął Krzysztof Tchórzewski, a w 1999 zastąpił go na krótko na tym stanowisku Antoni Tokarczuk (będąc przewodniczącym, został on wykluczony z partii). W latach 1998–1999 Jarosław Kaczyński znajdował się poza partią, a w październiku 1999 został honorowym prezesem PC.
W 1998 posłowie Porozumienia Centrum utworzyli wspólnie z członkami Partii Chrześcijańskich Demokratów i Ruchu dla Rzeczypospolitej parlamentarny Zespół Chrześcijańsko-Demokratyczny, pozostający w ramach Klubu Parlamentarnego AWS. 26 września 1999 na bazie tego zespołu doszło do powstania Porozumienia Polskich Chrześcijańskich Demokratów. Część działaczy pod przewodnictwem Adama Lipińskiego kontynuowała działalność PC. Wystartowało ono w wyborach samorządowych w Warszawie w 2000 w koalicji z ROP i UPR, wystawiając odrębną listę od AWS i nie uzyskując mandatów radnych. W wyborach prezydenckich w 2000 PC, po rezygnacji Jana Olszewskiego z ROP, poparło Mariana Krzaklewskiego z AWS.
W Sejmie pozostawało 2 członków PC (Jarosław Kaczyński i Ludwik Dorn), którzy od stycznia 2000 należeli do reaktywowanego wówczas koła ROP, w marcu tego samego roku przemianowanego na koło ROP-PC. Po powołaniu Prawa i Sprawiedliwości przeszli w lipcu 2001 do klubu tej partii.

### Powstanie Prawa i Sprawiedliwości
W 2001 Jarosław Kaczyński założył nową partię – Prawo i Sprawiedliwość, do której przystąpiła grupa Adama Lipińskiego, w skład której wchodziła m.in. niewielka grupa działaczy terenowych (jej prezesem został bezpartyjny do tej pory Lech Kaczyński, a wiceprezesem szef PC Adam Lipiński). W Klubie Parlamentarnym PiS pod koniec III kadencji Sejmu oprócz Jarosława Kaczyńskiego znaleźli się także Ludwik Dorn (który wraz z nim należał do PC i przeszedł z Koła Parlamentarnego ROP-PC), Krzysztof Jurgiel (który przeszedł z PPChD i klubu AWS), członek Stronnictwa Pracy oraz stanowiący większość klubu politycy Przymierza Prawicy (znaczna część dawnych działaczy ZChN i grupa byłych działaczy Koalicji Konserwatywnej, którzy zdążyli w międzyczasie opuścić SKL). Nowo powstały Klub Parlamentarny PiS powstał w lipcu 2001 i liczył 18 posłów.
W wyborach parlamentarnych w 2001 należący wciąż do PC działacze startowali z list PiS, a wkrótce partia Adama Lipińskiego zakończyła działalność. Wyrejestrowana została 25 września 2002. Postępowanie likwidacyjne partii zakończyło się 9 sierpnia 2007. 25 października tego samego roku minister skarbu państwa Wojciech Jasiński z PiS umorzył prawie 700 tys. zł długu, jaki PC po sobie pozostawiło.
Część dawnych członków Porozumienia Centrum, która przeszła do Prawa i Sprawiedliwości, stworzyła w tej partii nieoficjalną frakcję nazywaną zakonem PC.